# 영동 김씨
영동 김씨(永同 金氏)는 대한민국의 충청북도 영동군을 본관으로 하는, 한국의 성씨 관향이다. 시조(始祖)는 고려 충숙왕 복위 시대 말기에 전객서령(典客署令)을 지낸, 김영이(金令貽)라는 이이고, 분종(분파)으로는 영산 김씨(永山 金氏)가 있다.

## 역사
시조(始祖)인 김영이(金令貽)는 신라 신무왕(神武王)의 넷째 아들인 김익광(金益光)의 후손이라고 한다. 시조 김영이 그는, 고려 충숙왕 복위 시대 말기 때 전객서령(典客署令)을 지내고 죽은 후에 공신으로 검교도첨의찬성사에 추증되고 영산군(永山君)에 추봉되었다.
김영이의 증손자인 김훈(金訓)이 1399년(조선 정종(定宗) 1년) 문과에 급제하여 전사사소윤(典祀寺少尹)을 지냈다.
김훈의 아들인 김수온(金守溫)도 문과에 급제하여 1471년(성종 2) 좌리공신(佐理功臣) 4등에 책록되고 영산부원군(永山府院君)에 봉해졌으며, 1474년(성종 5) 중추부영사(中樞府領事)에 이르렀다.

## 영동김씨와 영산김씨의 분화 배경

### 1) 행정구역 개편과 명칭 변화
- 고려 시대에 현재 충청북도 영동군(永同郡) 지역은 영산(永山)으로 불렸다.
- 조선 초기에 행정구역이 개편되면서 영산(永山)이라는 이름이 사라지고 영동(永同)으로 바뀌었다.
- 그러나 당시 가문들은 이미 영산을 본관으로 쓰고 있었기 때문에, 일부 후손들은 그대로 ‘영산김씨(永山金氏)’를 유지했다.
- 반면, 조선 중기 이후 후손들이 새로운 행정명칭을 따르면서 ‘영동김씨(永同金氏)’라는 본관을 사용하게 되었다.

결과적으로 같은 지역 출신이라 하더라도, 후대에 족보를 정리하는 과정에서 일부는 ‘영산김씨’, 일부는 ‘영동김씨’로 정착한 것이다.

### 2) 족보 정리 방식의 차이
한국에서 족보는 각 가문의 후손들이 정리하는 방식에 따라 본관이 달라지기도 했다.
예를 들어:
- 어떤 후손들은 고려 시대 기록을 따르면서 영산김씨(永山金氏)라고 족보를 정리했고,
- 또 다른 후손들은 조선 시대 행정구역을 기준으로 영동김씨(永同金氏)라고 정리했다.

즉, 본관 분화의 원인은 후손들이 본관을 기재하는 방식의 차이에서 비롯된 것으로 볼 수 있다.

## 영동김씨 항렬자(永同金氏 行列字)
| 세수(代) | 항렬자 | 음 | 사용 예시              |
| -------- | ------ | -- | ---------------------- |
| 24세     | 洛○    | 락 | 洛成(락성), 洛현(락현) |
| 25세     | ○相    | 상 | 민相, 도相             |
| 26세     | 應○    | 응 | 應俊(응준), 應哲(응철) |
| 27세     | ○均    | 균 | 재均, 민均             |
| 28세     | 商○    | 상 | 商浩(상호), 商勳(상훈) |
| 29세     | ○承    | 승 | 承昊(승호), 承宰(승재) |
| 30세     | 榮○    | 영 | 榮基(영기), 榮哲(영철) |
| 31세     | ○熙    | 희 | 珉熙, 東熙             |
| 32세     | 敎○    | 교 | 敎成(교성), 敎勳(교훈) |
| 33세     | ○善    | 선 | 賢善, 東善             |
| 34세     | 泳○    | 영 | 泳澤(영택), 泳俊(영준) |
| 35세     | ○植    | 식 | 泰植, 東植             |
| 36세     | 薰○    | 훈 | 薰勳, 薰彬             |
| 37세     | ○敦    | 돈 | 泰敦, 昌敦             |
| 38세     | 欽○    | 흠 | 欽哲, 欽洙             |

## 결론

### 영산김씨(永山金氏)와 영동김씨(永同金氏)는 본래 같은 본관에서 출발했다.
즉, 김영이(金令貽) 후손들이 고려 시대에는 ‘영산’을 본관으로 사용했지만, 조선 시대 행정구역 개편으로 ‘영동’이라는 명칭이 생기면서 후손들이 자연스럽게 영산김씨와 영동김씨로 분화된 것이다.
이러한 변화는 여러 가문에서 흔히 볼 수 있는 현상이며, 결국 두 본관은 같은 시조를 두었지만, 시대의 변화에 따라 다른 명칭을 쓰게 된 경우로 이해할 수 있다.